# La via principale
La via principale (Main Street) è un romanzo di Sinclair Lewis, pubblicato nell'ottobre 1920. È il racconto satirico della provincia americana (ambientato in Minnesota), con i suoi tradimenti e le sue ipocrisie. Un tema che l'autore riprenderà in Babbitt.
Nel 1923 ne venne tratto un film muto omonimo diretto da Harry Beaumont con Florence Vidor nella parte di Carol Milford e Monte Blue nella parte del marito Will Kennicott.

## Edizioni italiane
- Main street. Storia di Carolina Kennicott, trad. di Giorgio Liebman, Bemporad, Firenze 1935
- La via principale, trad. di Beatrice Boffito Serra, 2 voll., BUR Rizzoli, Milano 1957